# Frank Elmore Ross
Frank Elmore Ross (* 2. April 1874 in San Francisco, USA; † 21. September 1960 in Altadena (Kalifornien)) war ein US-amerikanischer Astronom und Physiker. 
Ross promovierte 1901 an der Universität von Kalifornien. 1905 wurde er Direktor einer Station des International Latitude Observatory in Gaithersburg, Maryland. Ab 1915 arbeitete er als Physiker bei der Eastman Kodak Company in Rochester, New York. 1924 nahm er eine Stelle am Yerkes-Observatorium an, wo er bis zu seinem Ruhestand im Jahre 1939 wirkte.
1905 gelang ihm die Berechnung der Umlaufbahn des Saturnmondes Phoebe. Später bestimmte er die Bahnen der Jupitermonde Himalia und Elara. Während seiner Tätigkeit bei Eastman Kodak entwickelte er fotografische Emulsionen und Weitwinkellinsen für astronomische Anwendungen.
Am Yerkes-Observatorium war er der Nachfolger von Edward Emerson Barnard und übernahm dessen Sammlung von fotografischen Platten. Ross entschied, Barnards Aufnahmeserien zu wiederholen und die Platten mittels Blinkkomparator zu vergleichen. Auf diese Weise entdeckte er über 400 Veränderliche Sterne und mehr als 1000 Sterne mit hoher Eigenbewegung. Einige dieser Schnellläufer, wie Ross 154, erwiesen sich als Nachbarn der Sonne.
Während der Opposition des Mars im Jahre 1926 fotografierte er den Planeten mit dem 1,5-m-Spiegelteleskop des Mount-Wilson-Observatoriums, wobei verschiedene Farbfilter einsetzte. Im folgenden Jahr fertigte er Ultraviolett-Aufnahmen der Venus an, wodurch erstmals Strukturen in der dichten Wolkendecke des Planeten sichtbar wurden.
1930 wurde Ross in die National Academy of Sciences gewählt. Zu seinem Gedenken wurde der Mondkrater Ross nach ihm und James Clarke Ross und der Marskrater Ross nach ihm benannt. 